# Antonio Ricciardi (generale)
Antonio Ricciardi (Napoli, 17 febbraio 1953) è un generale italiano, già comandante dei Carabinieri Forestali e Vice Comandante Generale dell'Arma dei Carabinieri.

## Biografia
Dopo aver frequentato la Scuola militare Nunziatella di Napoli e il 153º Corso dell’Accademia militare a Modena, dal 1975 al 1977 è al Reggimento a Cavallo. Poi ha comandato le compagnie di Melito Porto Salvo e di Nola.  Nel 1992 diviene comandante provinciale di Brindisi fino al 1995, e di Palermo dal 1998 al 2000. Per un biennio ricopre la carica di comandante del 4º Reggimento carabinieri a cavallo, fino al 2002.
Dal 2004 al 2006 ha comandato la Legione Carabinieri Marche. Nel 2008 è Direttore dell'Istituto alti studi della difesa e dal 2009 al 2010 è comandante della scuola sottufficiali di Firenze e quindi, promosso generale di divisione, del Comando carabinieri Ministero affari esteri.
Nel luglio 2014 è promosso generale di corpo d'armata e posto al vertice del Comando Interregionale "Vittorio Veneto" a Padova. Nel giugno 2015 è comandante delle Unità mobili e Specializzate dei Carabinieri "Palidoro".
Il 21 marzo 2016 viene nominato dal consiglio dei ministri Vice Comandante Generale dell'Arma dei Carabinieri.
Il 25 ottobre 2016 si insedia come comandante del neo costituito Comando unità per la tutela forestale, ambientale e agroalimentare, che il 1º gennaio 2017 assorbe personale e funzioni del soppresso Corpo forestale dello Stato. Resta vice comandante dell'Arma, mentre lascia il comando delle Unità Mobili e Specializzate Palidoro.
Nel marzo 2017 lascia anche l'incarico di vice comandante e resta alla guida dei Carabinieri Forestale. Nel febbraio 2018, al compimento dei 65 anni, ha lasciato il servizio attivo ed è transitato in ausiliaria, ma è stato contestualmente richiamato, con lo stesso grado, al comando dei Carabinieri Forestale fino al 31 dicembre 2018, quando lascia il comando al generale di corpo d'armata Angelo Agovino, e collocato in congedo.
Nel 2018 è stato insignito del titolo di Accademico Onorario dell'Accademia Italiana di Scienze Forestali e, nello stesso anno, ha ricevuto la Medaglia d’Oro al Merito dell’Ambiente, benemerenza concessa in particolare per l’opera svolta nella riorganizzazione delle forze preposte alla tutela ambientale.
Con decreto ministeriale dell'8 ottobre 2019, il Ministro dell'Ambiente lo nomina per cinque anni presidente dell'ente Parco Nazionale del Circeo. Il 5 marzo 2021 però annuncia di aver rassegnato le dimissioni dall'incarico per motivi personali.
Grande Ufficiale al merito della Repubblica, è insignito di numerosi ed elevati riconoscimenti militari, italiani ed esteri, e ha ricevuto dalla Regina Elisabetta, nel 2000, in occasione della Sua visita in Italia, l’insegna dell’ordine del Most British Empire Military.
Amante della natura e dell’arte, nel 1996 ha fondato il Coro “Virgo Fidelis” del Comando Generale dei Carabinieri e nel 2003 il Coro Polifonico “Salvo D’Acquisto”, con l'Alto Patronato dell’Ordinariato Militare, e il riconoscimento di ASSOARMA-Consiglio Nazionale Permanente delle Associazioni d'Arma di "Coro Interforze della Famiglia Militare", di cui è Presidente. Nel 2008 è stato nominato Socio Onorario dell'Istituto Nazionale Tostiano di Ortona,
Dal 2021 ha iniziato a collaborare con la rivista internazionale online grandangolare.com pubblicando settimanalmente un articolo di "Riflessioni ambientali" e ha poi curato rubriche, sempre a tema ambientale, su "Le Fiamme d'Argento", rivista dell'Associazione Nazionale Carabinieri,  e su "Il Carabiniere", rivista ufficiale dell'Arma, nonché su altre pubblicazioni di settore.
Ha scritto "Salverò il Pianeta?" nel 2022, "Amo l'ortica?" nel 2023, e "Il partito del verme" nel 2024, sempre per Antonio Stango Editore - Arezzo, raccogliendo ricordi ed emozioni che lo hanno accompagnato nella vita e tuttora lo animano. 